# Група ядерних постачальників

Учасники Групи ядерних постачальників

Група ядерних постачальників — це група, яку було створено 1978 року як об'єднання держав-постачальників ядерних матеріалів (Велика Британія, Канада, СРСР, США, Федеративна Республіка Німеччини, Франція, Японія), які досягли домовленості щодо спільних принципів експорту «ядерно чутливих» предметів, та прагнуть запобігти придбанню ядерної зброї країнами, не визначеними як ядерні. Такі принципи опубліковані у документі МАГАТЕ INFCIRC/254. Керівні принципи групи ядерних постачальників та технічний список до них охоплюють промислові товари, що можуть бути використані для створення ядерної зброї. В 2008 році задля Індії зроблено виняток, що знімав всі обмеження Групи ядерних постачальників.

## Склад групи
Спочатку група включала в себе сім країн: Канаду, ФРН, Францію, Японію, СРСР, Велику Британію та США. 
На 2019 рік у складі групи 48 держав. Постійний спостерігач - Європейська комісія.

## Критерії членства

### Фактори, які беруться до уваги при членстві, включають наступне
- Можливість поставки предметів (в тому числі предметів в дорозі), зазначених у додатках до частин 1 та 2 Керівництва ГЯП.
- Дотримання Керівних принципів та дії відповідно до них
- Забезпечення дотримання юридично обґрунтованої системи внутрішнього експортного контролю, що забезпечують виконання зобов'язань діяти відповідно до Керівних принципів.
- Повне дотримання зобов'язань по одному або декільком з наступних документів: Договір про нерозповсюдження ядерної зброї (ДНЯЗ)[1], Договори Пелиндаба, Раротонга, Тлателолко, Бангкок або еквівалентну міжнародну угоду про нерозповсюдження ядерної зброї.
- Підтримка міжнародних зусиль щодо нерозповсюдження зброї масового знищення та засобів її доставки.

## Цілі
Члени переслідують цілі ГЯП за допомогою дотримання керівних принципів ГЯП, які приймаються консенсусом, і за допомогою обміну інформацією, зокрема, про події, що викликають заклопотаність у зв'язку з поширенням ядерної зброї. 
Перший набір керівних принципів ГЯП регулює експорт предметів, спеціально призначених або підготовлених для використання в ядерній сфері. До них відносяться: (1) ядерний матеріал; (2) ядерні реактори і обладнання; (3) неядерний матеріал для реакторів; (4) установки та обладнання для переробки, збагачення та конверсії ядерного матеріалу, а також для виготовлення палива і виробництва важкої води; і (5) технологія, пов'язана з кожним з перерахованих вище предметів. Другий набір керівних принципів ГЯП регулює експорт пов'язаних з ядерною областю предметів і технологій подвійного призначення (предметів, що мають як ядерне, так і неядерна застосування),
Керівні принципи ГЯП узгоджуються з різними міжнародними юридично обов'язковими документами в області ядерного нерозповсюдження і доповнюють їх. До них відносяться ДНЯЗ і Договір про заборону ядерної зброї в Латинській Америці (Договір Тлателолко), Договір про зону, вільну від ядерної зброї, в південній частині Тихого океану (Договір Раротонга), Договір про зону, вільну від ядерної зброї, в Африці (Договір Пелиндаба) і договір про зону, вільну від ядерної зброї, в Південно-Східній Азії (Бангкокский договір).
Керівні принципи ГЯП спрямовані на забезпечення того, щоб ядерна торгівля в мирних цілях не сприяла поширенню ядерної зброї або інших ядерних вибухових пристроїв, не перешкоджаючи при цьому міжнародної торгівлі і співпраці в ядерній галузі. Керівні принципи ГЯП сприяють розвитку мирної ядерної торгівлі, надаючи кошти, за допомогою яких зобов'язання щодо сприяння мирному ядерному співпраці можуть виконуватися відповідно до міжнародних норм ядерного нерозповсюдження. Члени ГЯП зобов'язуються дотримуватися умов поставки в контексті подальшого розвитку застосування ядерної енергії в мирних цілях.

## Елементи управління подвійного призначення
На початку 1990-х років стало очевидно, що діючі тоді положення про експортний контроль не завадили Іраку, учасниці ДНЯЗ, продовжити таємну програму створення ядерної зброї, що пізніше спонукало РБ ООН вжити заходів. Значна частина зусиль Іраку полягала в придбанні предметів подвійного призначення, які не охоплені Керівними принципами, а потім у створенні положень для Іраку, необхідних для програми створення ядерної зброї. Програма для Іраку дала суттєвий імпульс розвитку ГЯП своїх Керівних принципів подвійного призначення. При цьому ГЯП продемонструвала свою прихильність до ядерного нерозповсюдження, забезпечивши, щоб предмети, подібні до тих, які використовуються Іраком, використовувалися тільки в мирних цілях. Ці предмети залишаться доступними для мирної ядерної діяльності, що підпадає під гарантії МАГАТЕ.
Після цих подій ГЯП вирішила в 1992 році розробити Керівні принципи для передачі обладнання, матеріалів і технологій подвійного призначення, пов'язаних з ядерною областю (предмети, що мають як ядерне, так і неядерна застосування), які можуть внести значний вклад в ядерну енергетику, що не знаходиться під гарантіями: паливна діяльність або ядерна вибухова діяльність. Ці Керівні принципи подвійного призначення були опубліковані як  Part 2 of INFCIRC/254 / 254 [Архівовано 30 січня 2022 у Wayback Machine.].создать основу для консультацій по Керівним принципам подвійного використання, для обміну інформацією про їх виконання та для закупівельної діяльності, яка може викликати побоювання з точки зору поширення; встановити процедури для обміну повідомленнями, які були випущені в результаті національних рішень не дозволяти передачу обладнання або технологій подвійного призначення, і гарантувати, що члени не схвалюють передачу таких предметів без попередньої консультації з державою, яке випустило повідомлення. Керівні принципи також служать для того, щоб зробити угоду про повномасштабні гарантії з МАГАТЕ умовою майбутніх поставок предметів з вихідного списку будь-якій державі, що не володіє ядерною зброєю. Це рішення гарантує, що тільки учасники ДНЯЗ і інші держави з угодами про повномасштабні гарантії можуть отримати вигоду від ядерних передач.

## Розробки

### 1995 рік
На пленарному засіданні, яке відбулося в Гельсінкі в квітні, були розглянуті Керівні принципи передачі ядерних матеріалів на основі рекомендацій  робочих груп. Також було розглянуто варіанти оновлення своїх Керівних принципів і додатків. ГЯП вирішила продовжити свої зусилля щодо забезпечення того, щоб експорт ядерних або пов'язаних з ядерною областю товарів подвійного призначення в мирних цілях не був перенаправлений на ядерні вибухові пристрої або ядерну діяльність, що знаходиться під гарантіями. ГЯП підтвердила принцип відкритості і погодилася з тим, що члени повинні продовжувати інформувати інші країни про цілі та діяльність ГЯП з метою підвищення прозорості та розширення членського складу.

### 1996 рік
На пленарному засіданні ГЯП в Буенос-Айресі, який відбувся в квітні, були відзначені позитивні зрушення: рішення про безстрокове продовження ДНЯЗ та про посилення процесу розгляду дії ДНЯЗ; підписання Францією, Сполученим Королівством та Сполученими Штатами протоколів до Договору Раротонга; а також підписання Пеліндабского договору. Пленарне засідання визнало, що ці дії внесли значний вклад в міжнародний мир і безпеку разом з Договором Тлателолко. Реагуючи на Рішення 2 «Принципів і цілей ядерного нерозповсюдження та роззброєння», прийняте на Конференції з розгляду і продовження дії ДНЯЗ (NPTREC) 11 травня 1995 року, ГЯП погодилася сприяти відкритості і прозорості за допомогою подальшого діалогу та співпраці з країнами, які не є членами, шляхом створення робочої групи для досягнення цієї мети. ГЯП вітала схвалення NPTREC вимоги про повномасштабні гарантії МАГАТЕ в якості попередньої умови для нових домовленостей про постачання.

### 1997 рік
Пленарне засідання ГЯП відбулося в Оттаві в травні. Група підтвердила свою прихильність більшої прозорості і відкритості у своїй діяльності і погодилася провести у себе Міжнародний семінар про роль експортного контролю в ядерному нерозповсюдження, який відбувся 6-7 жовтня 1997 року в Відні. Було вжито додаткових заходів для полегшення обміну інформацією між державами-членами. Обговорювалися питання, що стосувалися  членства та зацікавленості деяких держав, які не є членами, приєднанням до ГЯП.

### 1998 рік
Пленарне засідання ГЯП пройшло в Единбурзі в квітні. Латвія була прийнята в ГЯП. Члени знову погодилися продовжити свої зусилля з просування більшої прозорості і відкритості діяльності ГЯП для не членів. Група вирішила продовжити питання Міжнародного семінару 1997 року про ролі експортного контролю в ядерному нерозповсюдження і провести додатковий семінар в Нью-Йорку навесні 1999 року перед Підготовчим комітетом ДНЯЗ.

### 1999 рік
Пленарне засідання пройшло у Флоренції в травні. ГЯП погодилася поліпшити обмін електронною інформацією між своїми членами і вирішити питання передачі нематеріальних технологій. Були створені дві робочі групи: одна для уточнення відповідного контролю компонентів, а інша - для вивчення способів підвищення ефективності режиму подвійного використання. Голові було доручено зв'язатися з Туреччиною, Білоруссю, Кіпром, Казахстаном і Словенією з метою прийняття міжсесійних рішень про їх членство.

### 2000 рік
Пленарне засідання 2000 року відбулося в червні в Парижі. Члени схвалили положення Типового Додаткового протоколу МАГАТЕ 1997 року про більш жорстких гарантії, оскільки він «зміцнить режим ядерних гарантій і полегшить обмін ядерними і пов'язаними з ядерною діяльністю матеріалами в мирному ядерному співробітництві». Білорусь, Кіпр і Туреччина були прийняті в якості членів, а Словенія була присутня в якості спостерігача. Прагнучи відкрити Групу для нових членів, було наказано продовження контактів з державами, які не є її членами, особливо зі Словенією і Казахстаном. Також було вирішено створити вебсайт для забезпечення прозорості та полегшення доступу до суспільної інформації.
Словенія була прийнята в якості нового члена і підписалась уряду на зустрічі, що відбулася у Відні в жовтні 2000 року, в результаті чого членство в ГЯП було розширено до 39. Держави-постачальники ядерних матеріалів мали значний прогрес в досягненні угоди про скасування нинішнього роздільного режиму подвійного використання . Сполучені Штати представили звіт про ядерну програму Індії і висловили заклопотаність з приводу співпраці в ядерній галузі між Росією і Індією. Це питання детально обговорювалося на спеціальному міжсесійний пленарному засіданні, яке відбулося на початку листопада 2000 року в Відні.

### 2001 рік
Щорічне пленарне засідання відбулося в травні в Аспені, штат Колорадо. Був схвалений новий процедурний механізм для підвищення ефективності групи, і був створений постійний проміжний орган - Консультативна група. Цьому органу доручено проводити консультації з питань, пов'язаних з керівними принципами ядерних поставок і технічними додатками. ГЯП доручила голові вести діалог з державами, які не є членами, і, зокрема, продовжувати контакти з Казахстаном, Китаєм, Єгиптом, Індією, Іраном і Пакистаном. Голові також було запропоновано розпочати діалог з Індонезією, Малайзією і Мексикою.

### 2002 рік
Пленарне засідання ГЯП 2002 року відбулося 16-17 травня в Празі, Чехія. Засідання проходило під головуванням посла Павла Вацека, постійного представника Чехії при міжнародних організаціях у Відні. Держави-члени ГЯП вітали Казахстан як нову країну-учасницю і доручили Голові продовжити діалог з країнами, що не входять в ГЯП, такими як Китай, Єгипет, Індія, Індонезія, Іран, Малайзія, Мексика, Пакистан і Ізраїль, які розробили ядерні програми та є потенційними ядерними постачальниками з метою співпраці з цими країнами й зміцнення глобального режиму нерозповсюдження і застосування експортного контролю. Пленарне засідання зробило обговорення щодо терористичної атаки 11 вересня в Сполучених Штатах і погодили, що члени ГЯП будуть продовжувати зусилля щодо запобігання ядерного тероризму та боротьби з ним. ГЯП також визнала необхідність ефективного експортного контролю і рішучої підтримки антитерористичних заходів, що вживаються МАГАТЕ. У цьому контексті було наголошено на важливості вимоги повномасштабних гарантій МАГАТЕ як умови поставок, посилення фізичного захисту ядерних матеріалів і ядерних установок і запобігання незаконному обігу ядерних матеріалів. Держави-члени також погодилися знайти нові способи розширення можливостей обміну інформацією між собою і закликали країни, які ще не зробили цього, укласти угоди про всеохоплюючих гарантії з МАГАТЕ і Додатковим протоколом і слідувати керівним принципам ГЯП,  підкресливши важливість вимоги повномасштабних гарантій МАГАТЕ як умови поставок, посилення фізичного захисту ядерних матеріалів і ядерних установок і запобігання незаконному обігу ядерних матеріалів. Держави-члени також погодилися знайти нові способи розширення можливостей обміну інформацією між собою і закликали країни, які ще не зробили цього, укласти угоди про всеохоплюючих гарантії з МАГАТЕ і Додатковим протоколом і слідувати керівним принципам ГЯП.

### 2003 рік
Група ядерних постачальників провела своє тринадцяте пленарне засідання з 19 по 23 травня в Пусані, Південна Корея. Головою був посол Південної Кореї Чун Юнг Ву, в якому брали участь 37 з 40 членів ГЯП, а також Європейська комісія в якості постійного спостерігача. На зустрічі в першу чергу обговорювалися ситуації в Північній Кореї та Ірані, наголошувалося на необхідності «підвищувати пильність, щоб запобігти отриманню Північною Кореєю ядерних матеріалів і технологій» і призивалися держави «не допускати, щоб Північна Корея намагалася знайти лазівки в міжнародній системі нерозповсюдження».
Що стосується іранської програми створення ядерної зброї, члени закликали Іран« вирішити всі невирішені питання по цій програмі ». Хоча члени ГЯП наголосили на необхідності забезпечення того, щоб «мирне використання ядерної енергії не створювалося перешкод," Вони також закликали до продовження діалогу з країнами, що не входять в ГЯП, для «запобігання поширенню ядерних матеріалів і обладнання». Російська делегація зажадала розгляду заявленої Ізраїлем програми створення ядерної зброї, заявивши, що «Ізраїль представляє велику ядерну загрозу для Близького Сходу, ніж Іран».

### 2004 рік
Відбулось чотирнадцяте пленарне засідання в Гетеборзі, Швеція з 27-28 травня . Засідання проходило під головуванням пана Річарда Еквалла, директора Департаменту стратегічного експортного контролю Міністерства закордонних справ Стокгольма. На цій зустрічі новими учасниками були затверджені Естонія, Литва, Мальта і Китайська Народна Республіка. Їх новий статус вступить чинності 10 червня 2004 року. Делегати вітали добровільне рішення Лівії відмовитися від розробки програми ядерної зброї. Учасники також поділилися своєю стурбованістю ситуацією як в КНДР, так і в Ірані. Вони наголосили на важливості того, щоб обидві держави діяли відповідно до своїх зобов'язань перед МАГАТЕ. Члени ГЯП взяли наступні керівні принципи, серед іншого, для поліпшення національного експортного контролю: створити «всеосяжний» механізм для контролю товарів, які не включені в вихідні списки, зміцнити щорічний обмін інформацією між членами, зміцнювати контакти ГЯП з особами, які не є партнерами, і зміцнювати відносини між ГЯП і МАГАТЕ. На пленарному засіданні також були розглянуті наступні питання: умови поставки ядерних предметів і предметів подвійного призначення з контрольних списків і припинення поставок ядерних предметів відповідно до рішень, прийнятих Радою керуючих МАГАТЕ щодо недотримання державою гарантій ДНЯЗ.

### 2005 рік
П'ятнадцяте пленарне засідання ГЯП відбулося 23-24 червня в Осло, Норвегія. Засідання проходило під головуванням посла Роальда Несса з Міністерства закордонних справ Осло. На цій зустрічі Хорватія була затверджена пленарним засіданням в якості 45- го бере участь уряду в ГЯП з 15 липня 2005 року.
Пленарне засідання взяло до відома події, що відбулися після чотирнадцятого пленарного засідання в 2004 році. Члени підтвердили тверду прихильність нерозповсюдження, незважаючи на відсутність істотних результатів на Конференції 2005 року по розгляду дії ДНЯЗ. Члени також обмінялися інформацією про поточні проблеми поширення, зокрема, згадавши випадки Корейської Народно-Демократичної Республіки (КНДР) і Ірану.
Під час зустрічі ГЯП погодилася встановити «процедуру призупинення на основі національних рішень ядерних передач в країни, які не дотримуються свої угоди про гарантії». Крім того, було погоджено, що «держави-постачальники і країни-одержувачі повинні розробити відповідні заходи для застосування резервних гарантій, якщо МАГАТЕ не може виконувати свій мандат за гарантіями в державі-одержувачі». Нарешті, члени ГЯП погодилися «ввести наявність ефективного експортного контролю в державі-одержувачі в якості критерію поставок ядерних матеріалів, обладнання та технологій і фактора для розгляду предметів і технологій подвійного призначення».
Члени ГЯП також погодилися і надалі приділятиме першочергову увагу триваючому обговорення Додаткового протоколу як умови поставки, а також обговорень, щоб сприяти подальшому зміцненню керівних принципів ГЯП щодо технологій збагачення і переробки.

### 2006 рік
16- те пленарне засідання ГЯП проходило в Бразиліа, Бразилія, 1-2 червня. Засідання проходило під головуванням посла Хосе Артура Денот Медейрос, спеціального представника Бразилії з питань роззброєння і нерозповсюдження. На пленарному засіданні були розглянуті події, що відбулися після пленарного засідання в Осло 2005 року і позачергового пленарного засідання у Відні в жовтні 2005 р При цьому члени ГЯП обмінялися інформацією і проаналізували поточні проблеми поширення; закликали всі держави проявляти крайню пильність і робити все можливе для забезпечення того, щоб жоден з експортованих ними товарів і технологій не сприяв програмам створення ядерної зброї; і обговорили цінність постійного перегляду тригерних списків і списків подвійного призначення, а також списків виробників секретних технологій і пов'язаних з ними предметів для забезпечення належного контролю над незареєстрованими предметами, які можуть бути використані прямо або побічно, в викликають заклопотаність програмах. Члени ГЯП також визнали вирішальну роль Резолюції 1540 Ради Безпеки ООН в розробці ефективного механізму запобігання розповсюдженню зброї масового знищення, засобів її доставки та відповідних матеріалів в держави і недержавні суб'єкти у всьому світі або з них. Вони вітали продовження мандата Комітету +1540 ще на два роки.
Члени ГЯП також обмінялися інформацією з поточних питань поширення, приділяючи особливу увагу Ісламській Республіці Іран. У зв'язку з цим вони висловили підтримку зусиллям МАГАТЕ щодо виконання свого мандата в Ірані і закликали уряд Ірану в повній мірі співпрацювати з агентством. Члени також висловили підтримку різним процесам, що відбуваються з пошуку дипломатичного вирішення іранської ядерної проблеми.
З метою подальшого посилення національного експортного контролю члени ГЯП прийняли ряд заходів, включаючи переглянуті керівні принципи обміну інформацією ГЯП; засоби для включення результатів семінару ГЯП по чутливих технологій в інформаційно-пропагандистську діяльність; поправка до Частини 1 керівних принципів ГЯП, що вбирає спеціально призначені або підготовлені клапани для використання на заводах зі збагачення; і продовжити обговорення в Консультативної групи Додаткового протоколу.
Хоча пленарне засідання не змогло дійти згоди щодо низки питань, члени ГЯП погодилися продовжити обговорення дотримання принципів ГЯП, які не є членами Групи, з тим, щоб забезпечити більш широке впровадження всеосяжних систем контролю; подальше посилення Керівних принципів щодо особливого контролю над експортом чутливої продукції; і чи слід переглядати або уточнювати внутрішні процедури ГЯП для поліпшення інформації.
Що стосується угоди про ядерну співпрацю спірного Індії та США, члени ГЯП обговорили можливі індійські відносини на цивільному ядерному співробітництві і вирішивши продовжити розгляд цього питання на черговому засіданні  Консультативної групи. Відповідно до діючих керівними принципами ГЯП Індія не має права на отримання великого ядерного експорту, оскільки вона не прийняла гарантії МАГАТЕ на всіх своїх ядерних об'єктах. Сполучені Штати прагнуть зробити виняток в застосуванні обмежень ГЯП і внести аналогічні зміни в законодавство США.

### 2007 рік
ГЯП провела своє 17- е пленарне засідання в Кейптауні, Південна Африка, 19-20 квітня. Засідання головував посол Абдул Самад Мінті, спеціальний представник Південної Африки з роззброєння. На пленарному засіданні обговорювалися події і проблеми в галузі контролю за ядерною експортом, включаючи способи надання допомоги у виконанні резолюції 1718 (КНДР) і тисячу сімсот тридцять сім (Іран) СБ ООН. Протягом року члени ГЯП продовжували обговорювати можливі критерії для регулювання передачі технологій і обладнання для збагачення і переробки, а також обговорювали питання про те, чи слід приймати Додатковий протокол МАГАТЕ в якості умови поставки. 45 беруть участь урядів не змогли прийти до консенсусу щодо того, як чинити з трьома країнами, що не підписали ДНЯЗ. Примітно, що питання про надання Індії особливого звільнення не було включено до порядку денного пленарного засідання.
Під час зустрічі Консультативної групи в листопаді у Відні офіційні особи США проінформували членів ГЯП про деталі американо-індійської ядерного угоди. Франція і Росія відмовилися надати групі додаткову інформацію про їх майбутніх наміри щодо співробітництва з Індією, і було запропоновано, щоб всі майбутні винятки для Індії вимагали тих же стандартів нерозповсюдження, що і угода з США.

### 2008 рік
ГЯП провела своє 18- е пленарне засідання в Берліні 22-23 травня. Вів зустріч посол Федерального міністерства закордонних справ Німеччини Віктор Ельблінг. Члени обговорили проект тексту керівних принципів, що регулюють передачу технології і обладнання для збагачення і переробки (ENR), але не змогли досягти консенсусу. Це було продовженням дискусії на ту саму тему на засіданні Консультативної групи, яке відбулося у Відні в квітні. Ряд країн ГЯП, включаючи Канаду, Австралію, Південну Африку та Республіку Корея, проявили інтерес до розвитку комерційного збагачення урану.
США змінили свою позицію і підтримали заснований на критеріях підхід до експорту в країни без власних можливостей. Не вдалося досягти консенсусу щодо включення суб'єктивних чинників, таких як прогнозоване вплив на регіональну стабільність або обгрунтування реалізації країною програм збагачення або переробки. Бразилія, Аргентина і Південна Африка стверджували, що будь-яка суб'єктивність ставить під загрозу право на недискримінацію в ядерній торгівлі, закріплене в статті IV ДНЯЗ. Крім того, Бразилія і Аргентина і раніше рішуче заперечують проти того, щоб Додатковий протокол МАГАТЕ став умовою поставок.
6 вересня 2008 року на зустрічі ГЯП у Відні Індія отримала відмову від керівних принципів ГЯП, які вимагають всеосяжних міжнародних гарантій як умови ядерної торгівлі. Консенсус [Архівовано 3 лютого 2021 у Wayback Machine.] був досягнутий після подолання побоювань, виражених низкою країн, особливо Австрією, Ірландією і Новою Зеландією.
ГЯП погодилася на кілька незначних змін тексту відмови [Архівовано 27 січня 2021 у Wayback Machine.], запропонованого Сполученими Штатами. Найважливішим було включення посилання на заяву міністра закордонних справ Індії від 5 вересня, в якому [Архівовано 24 травня 2022 у Wayback Machine.] підкреслюється мораторій Індії на ядерні випробування і її політика незастосування ядерної зброї першими. Ряд країн заявили, що, як вони розуміють, відмова полягає в тому, що вони не будуть передавати обладнання  в Індію і що всі члени ГЯП будуть брати до уваги дотримання Індією своїх зобов'язань, перш ніж погоджуватися на будь-які ядерні передачі.
У США Палата представників і Сенат схвалили угоду 27 вересня і 1 жовтня відповідно. Держсекретар Райс пообіцяла, що США зроблять «вищим пріоритетом» досягнення рішення ГЯП про заборону експорту в країни, які не є учасниками ДНЯЗ. 8 жовтня президент США Буш підписав закон про укладення американо-індійської ядерної угоди.
Під час зустрічі ГЯП 19-20 листопада було досягнуто прогресу щодо правил, що обмежують передачу ядерних носіїв. США вимагали, щоб при експорті використовувалися технології «чорного ящика», при яких тільки постачальник може отримати доступ до технології, але спочатку Канада виступила проти цього положення. Бразилія також виступила проти того, щоб зробити Додатковий протокол умовою для передачі.

### 2009 рік
3 березня МАГАТЕ офіційно схвалив Додатковий протокол (ДП) до угоди про гарантії з Індією, який на декількох рівнях відрізняється від попередніх ДП, укладених між Агентством та іншими державами. Станом на червень Угода про особливі гарантії для Індії  все ще не була ратифікована. 11 травня представники уряду Індії зустрілися з Трійкою ГЯП (Німеччина, Угорщина і ПАР). На червневому пленарному засіданні ГЯП розглянула питання звітності та консультацій з Індією, «беручи до уваги добровільні зобов'язання Індії».
ГЯП провела своє 19- е пленарне засідання в Будапешті 11-12 червня. Вів зустріч посол Угорщини при ООН у Відні Дьордь Мартін Занаті. ГЯП затвердила Ісландію в якості 46- го члена. Обговорення були зосереджені на наслідках ядерного випробування КНДР 25 травня для поширення і іранську ядерну програму, багатосторонніх підходах до ядерного паливного циклу і національному виконання резолюцій РБ ООН, що стосуються цілей ГЯП. ГЯП погодилася продовжити роботу по зміцненню своїх керівних принципів щодо технологій збагачення і переробки (ENR), обладнання, матеріалів і установок.
Під час зустрічі турецька делегація стверджувала, що держави Близького Сходу постраждають від будь-якого роду правил, що накладають заборону на експорт товарів для збагачення урану і переробки відпрацьованого палива в країни, що не володіють такими можливостями, навіть відповідно до правила, заснованим на умовах. На думку делегації, такі місця, як Близький Схід, будуть вважатися небезпечними з точки зору розповсюдження ядерної зброї, і всім державам буде відмовлено в доступі до технології збагачення. На зустрічі не вдалося прийти до консенсусу щодо обладнання для збагачення і переробки і технологічних інструкцій.
8 липня на саміті G-8 в Аквілі, Італія, члени G-8 оголосили, що вони погодилися «реалізувати» проєкт правил ГЯП з експорту обладнання і технологій для збагачення і переробки, починаючи з 2010 року, на національній основі »до прийняття ГЯП остаточних правил. Проект правил попередньо заборонив Індії мати доступ до обладнання та технологій для збагачення і переробки через те, що країна не підписала або не ратифікувала Договір про нерозповсюдження ядерної зброї (ДНЯЗ). За словами представників G8, це робиться для того, щоб переконати ГЯП прискорити прийняття остаточних правил.

### 2010 рік
9 березня міністр національної інфраструктури Ізраїлю Узі Ландау підтвердив зацікавленість своєї країни в реалізації ядерно-енергетичної програми, піднявши питання про виключення з ГЯП  Ізраїлю.
24-25 червня 2010 року ГЯП провела своє 20- е пленарне засідання в Крайстчерчі, Нова Зеландія, під головуванням посла Дженніфер Макміллан, Постійного представника Нової Зеландії при відділі Організації Об'єднаних Націй та інших міжнародних організаціях у Відні.
На пленарному засіданні група заслухала брифінги про події, пов'язані з державами, які не є членами ГЯП, і продовжила розгляд реалізації Заяви про співпрацю в цивільній ядерній галузі з Індією, яке звільняє державу від вимоги угоди про всеосяжних гарантії МАГАТЕ як умови ядерної енергетики. торгівля.
Що стосується попиту на цивільну ядерну енергетику, група підтвердила своє зобов'язання вирішувати проблеми розповсюдження, не перешкоджаючи важливим перспективним торговим відносинам в ядерній галузі. Крім того, група підкреслила переваги ліцензування на основі головних принципів , контрольних списків і примусових заходів. Члени групи також погодилися питання щодо посилення жорсткості головних принципів принципів, що стосуються передачі технологій збагачення і переробки (ENR).
Країни-члени ГЯП обговорили виконання резолюцій РБ ООН і їх відповідність цілям ГЯП. Щоб інформувати про події всередині Групи, допомагати країнам-партнерам в посиленні їх експортного контролю та сприяти дотримання головних принципів ГЯП, група доручила голові та іншим членам ГЯП підтримувати контакти з урядами, які не беруть участі в програмі, і міжнародними організаціями.
Незважаючи на гучний характер питання, потенційна продаж двох додаткових реакторів з Китаю в Пакистану не входила до порядку денного пленарного засідання ГЯП 2010 року.
Група відклала переговори щодо Додаткового протоколу як умові ядерної торгівлі на користь завершення переговорів по запропонованим керівним принципам збагачення і переробки. Однак, група не досягла консенсусу.
Головні принципи, які були введені в кінці 2008 року, дозволять Аргентині і Бразилії отримувати предмети для збагачення і переробки без дотримання Додаткового протоколу на тій підставі, що вони беруть участь в Бразильсько-аргентинському агентстві з обліку і контролю ядерних матеріалів (ABACC). , Двостороннє агентство по гарантіях, створене в 1991 р Можливе звільнення цих держав від приєднання до Додаткового протоколу в проекті керівних принципів залишить Південну Африку в якості одного з двох, що залишилися держав-членів ГЯП, які продовжують заперечувати проти Додаткового протоколу як умови поставки предмети збагачення так і переробки.
Туреччина висловила принципову незгоду з запропонованими керівними принципами зі збагачення та переробки на тій підставі, що вони ще більше обмежать доступ до ядерних матеріалів, обладнань та технологій , що викладені в ДНЯЗ.
20- е щорічне пленарне засідання завершилося тим, що ГЯП взяла до відома брифінги про події, що стосуються держав, які не є членами ГЯП, і погодилася з цінністю постійних консультацій і прозорості щодо ядерної діяльності цих держав.
Під час державного візиту до Індії 6-9 листопада президент США Барак Обама заявив про підтримку США приєднання Індії до ГЯП.

### 2011 рік
23-24 червня ГЯП провела своє 21- е пленарне засідання в Нордвейку, Нідерланди. У своїй публічній заяв [Архівовано 3 грудня 2020 у Wayback Machine.]і Група обговорила поточні тенденції в запобіганні поширенню ядерної зброї за допомогою експортного контролю над ядерним матеріалом, матеріалом подвійного призначення, а також іншими технологіями і програмним забезпеченням.
Члени ГЯП висловили співчуття ядерним руйнувань, що сталися в Японії в березні 2011 року, і вітали глобальні зусилля щодо зміцнення ядерної безпеки. Учасники підкреслили існуючі проблеми, такі як загрози поширення, представлені Іраном, Корейської Народно-Демократичною Республікою і Сирією. Він також вирішив продовжити розгляд «всіх аспектів реалізації Заяви 2008 року щодо співробітництва з Індією в цивільній ядерній діяльності».
Група погодилася посилити свої керівні принципи щодо передачі технологій збагачення і переробки і закликала всі держави «докласти максимум зусиль» для забезпечення того, щоб експорт технологій і товарів не сприяв поширенню ядерної зброї. Крім того, члени наголосили на важливості підтримки списків ГЯП в актуальному стані з урахуванням технологічних досягнень, в тому числі огляду дотримання Додаткового протоколу, встановленого пленарним засіданням 2006 р Бразиліа.
26 липня нинішній голова ГЯП Нідерландів направив [Архівовано 22 травня 2021 у Wayback Machine.] МАГАТЕ вербальну ноту, в якій обговорювалися керівні принципи держав-членів щодо експорту ядерних матеріалів, обладнання та технологій. У записці МАГАТЕ повідомлялося, що держави-члени ГЯП вирішили внести поправки в параграфи 6 та 7 головних принципів частини 1:
- Постачальники повинні «проявляти стриманість» при передачі матеріалів, «придатних для використання в ядерній зброї».
- Постачальники повинні «проконсультуватися з потенційними одержувачами, щоб переконатися, що« передані ядерні матеріали і об'єкти »призначені тільки для мирних цілей»
- При передачі матеріалів, які використовуються для збагачення урану, слід вжити особливих заходів, гарантуючи, що вони не будуть «модифікуватися або використовуватися для виробництва урану із збагаченням більше 20%».

24 жовтня міністр закордонних справ Франції заявив [Архівовано 27 січня 2021 у Wayback Machine.] про змінені правила експорту, підкресливши, що держава планує і далі дотримуватися винятки для Індії, встановлені ГЯП в 2008 році.
14 листопада Китай повідомив [Архівовано 7 травня 2021 у Wayback Machine.], що його новий реактор потужністю 1000 МВт «пройшов перевірки безпеки і готовий до експлуатації».

### 2012 рік
3 травня, Австралія публічно  підтримала прихильників [Архівовано 14 квітня 2022 у Wayback Machine.] індійського членства в групі.
21-22 червня ГЯП проведено своє 22- е пленарне засідання в Сієтлі. Засідання проходило під головуванням Нідерландів, Мексики і Сербії, присутніх в якості держав-спостерігачів. У своїй публічній заяві ГЯП зазначила заклопотаність [Архівовано 3 грудня 2020 у Wayback Machine.] з приводу програм розповсюдження ядерної зброї Ірану і КНДР, затвердила документ, в якому викладаються контакти з державами, які не є учасниками, обговорила відносини ГЯП з Індією і підтвердила важливість постійного оновлення своїх списків відповідно до з технологічними розробками.
Пленарне засідання в Сіетлі погодилося запропонувати Мексиці членство в ГЯП після завершення міжсесійний процедури. Було запропоновано Сербії членство в ГЯП після завершення консультацій з урядом Сербії.
15 вересня Мексика була прийнята в ГЯП, збільшивши таким чином кількість членів до 47.

### 2013 рік
13-14 червня в Празі під головуванням посла Чеської Республіки Вероніки Кучіновой Шміголовой пройшло 23- е пленарне засідання Групи ядерних постачальників. Мексика і Сербія вперше взяли участь в якості урядів-учасників ГЯП. У своїй публічній заяві [Архівовано 3 грудня 2020 у Wayback Machine.] ГЯП з серйозною стурбованістю відзначила наслідки ядерної програми КНДР, ядерних випробувань КНДР 12 лютого і ядерної програми Ірану для поширення.
На пленарному засіданні ГЯП розглянула можливість реалізації Заяви про співпрацю в цивільній ядерній галузі з Індією від 2008 р погодилася запустити новий і переглянутий загальнодоступний вебсайт ГЯП і обговорила інформаційно-пропагандистські зусилля ГЯП. Пленарна зустріч прийняла 28 поправок до Контрольному списку ГЯП і попросить МАГАТЕ опублікувати всі 54 узгоджених поправки в переглянутому документі INFCIRC / 254 / Parts 1 і 2.
Під час візиту до Туреччини 8 жовтня президент Індії звернувся за підтримкою до постійного членства в ГЯП.
15 жовтня Індія і США висловили заперечення в ГЯП з приводу запропонованої Китаєм продажу двох ядерних реакторів Пакистану, вважаючи, що це порушує норми, встановлені ГЯП.

### 2014 рік
26-27 червня Група ядерних постачальників на чолі з послом Аргентини Рафаелем Маріано Гросси провела своє 24- е пленарне засідання в Буенос-Айресі. Теми обговорення для комітету включали роль Аргентини в керівництві ГЯП, ядерну програму КНДР, міжнародні інформаційно-пропагандистські зусилля, інформаційні матеріали для оглядової конференції ДНЯЗ 2015 року та Заява 2008 року щодо співробітництва з Індією в цивільній ядерній галузі.

### 2015 рік
В ході оглядової Конференції 2015 року з ДНЯЗ (27 квітня - 22 травня 2015 року) посол Рафаель Маріано Гросси (Аргентина) виступив із заявою [Архівовано 10 лютого 2022 у Wayback Machine.] в Головному комітеті II від імені ГЯП, в якому він розповів про діяльність Групи після Оглядової конференції 2010 року , закликаючи до співпраці. в контролі над ядерним експортом.
3-5 червня Група ядерних постачальників, очолювана послом Аргентини Рафаелем Маріано Гросси, провела своє 25- е пленарне засідання в Барілоче [Архівовано 25 лютого 2021 у Wayback Machine.], Аргентина. Теми обговорення включали ядерну програму КНДР, ядерні переговори Ірану, підсумки оглядовій Конференції 2015 року з ДНЯЗ і відносини ГЯП з Індією.
Після завершення 25- го пленарного засідання [Архівовано 10 лютого 2022 у Wayback Machine.] як вихідний список, так і список подвійного призначення контрольних списків ГЯП були оновлені.

### 2016 р
21 березня прем'єр-міністр Індії Нарендра Моді заявив, що його мета на Саміті з ядерної безпеки 2016 року - отримати членство в ГЯП. 19 травня Пакистан подав [Архівовано 17 січня 2022 у Wayback Machine.] офіційну заявку на членство.
7 червня прем'єр-міністр Моді і президент Барак Обама зустрілися [Архівовано 8 листопада 2020 у Wayback Machine.] у Вашингтоні, округ Колумбія, щоб обговорити готовність Індії приєднатися до Групи ядерних постачальників.
23 і 24 червня Група ядерних постачальників провела своє двадцять шосте пленарне засідання в Сеулі, Республіка Корея. Під час зустрічі було випущено публічну заяву [Архівовано 25 лютого 2021 у Wayback Machine.], в якому ГЯП засудила січневе ядерне випробування, проведене КНДР. ГЯП підтвердила, що Швейцарія прийме на себе головування в ГЯП з 2017 по 2018 рік, а також плани Швейцарії по проведенню наступного пленарного засідання.
Під час пленарного засідання в Сеулі, Республіка Корея, Індія безуспішно намагалася стати новим членом Групи ядерних постачальників. Блок націй на чолі з Китаєм виступив проти вступу Індії в групу.
8 листопада були переглянуті і оновлені Керівні принципи Групи ядерних постачальників, частина 1 і 2. У частині 1 розглядаються керівні принципи передачі ядерних матеріалів, а в частині 2 розглядаються керівні принципи для обладнання, матеріалів, програмного забезпечення і пов'язаних з ними технологій подвійного призначення для ядерної енергетики.
11 листопада Група ядерних постачальників провела спеціальне засідання у Відні для обговорення критеріїв входження Індії [Архівовано 10 травня 2021 у Wayback Machine.]. Китай продовжував блокувати вступ Індії в ГЯП, посилаючись на необхідність недискримінаційного рішення для затвердження не учасників ДНЯЗ.

### 2017 рік
23 і 24 червня Група ядерних постачальників провела своє двадцять сьоме пленарне засідання в Берні, Швейцарія. В опублікованому публічній заяві ГЯП рішуче засудила ядерне випробування Корейської Народно-Демократичної Республіки (КНДР) і вітала продовження здійснення Спільного всеосяжного плану дій (СВПД).
Під час пленарного засідання Індія безуспішно намагалася приєднатися до Групи ядерних постачальників. Китай очолив опозицію проти вступу Індії; Ситуація стала джерелом напруженості між двома країнами.
6 грудня Росія підтвердила свою підтримку вступу Індії в ГЯП і запевнила, що підніме це питання перед Китаєм на 15-й зустрічі міністрів закордонних справ РВК.

### 2018 рік
З 14 по 15 червня Група ядерних постачальників провела своє двадцять восьме пленарне засідання в Юрмалі, Латвія. ГЯП підтвердила підтримку повного виконання ДНЯЗ і продовження виконання СВПД. ГЯП також випустила оновлені контрольні списки.

### 2019 рік
31 січня Китай заявив, що Індія повинна підписати Договір про нерозповсюдження ядерної зброї, перш ніж Китай дозволить Індії приєднатися до Групи ядерних постачальників, що зупинило подальший прогрес у справі вступу Індії в цю групу.
З 20 по 21 червня Група ядерних постачальників провела своє 29-е пленарне засідання [Архівовано 3 грудня 2020 у Wayback Machine.] в Нур-Султана, Казахстан, під головуванням посла Казахстану Кайрата Сарибая. На зустрічі було піднте питання щодо денуклеаризації Корейського півострова, поглибленню розуміння цілей групи та підготовку до оглядової Конференції 2020 року ДНЯЗ.

### 2020 рік
Бельгія головуватиме [Архівовано 13 квітня 2021 у Wayback Machine.] в ГЯП в 2020-2021 році.